# Ruan (Loiret)
Ruan település Franciaországban, Loiret megyében. Lakosainak száma 205 fő (2022. január 1.). Ruan Dambron, Santilly, Artenay, Aschères-le-Marché, Lion-en-Beauce, Oison és Trinay községekkel határos.

## Népesség
A település népessége az elmúlt években az alábbi módon változott:
| Lakosok száma | 287  | 242  | 221  | 208  | 219  | 206  | 205  | 204  | 202  | 205  |
|               | 1968 | 1982 | 1990 | 2006 | 2013 | 2015 | 2017 | 2019 | 2020 | 2022 |